# QV38
QV38（全稱Valley of the Queens 38，即王后谷第38號墓），是建於第十九王朝，位於王后谷的一座小型陵墓，埋葬者是拉美西斯一世的一位妻子西特拉。QV38在1903年被一位名叫斯基·帕雷利所率領的考古團隊發現。

## 陵墓內部
QV38的格局不大，空間僅36米，墓穴入口有階梯直通墓穴中心。所有壁畫和宗教典籍保存堪稱良好。在石棺兩旁的柱子上，刻著幾行字。

## 外部連結
- （西班牙文）認識王后谷
- （西班牙文）埃及的各種墓葬谷（页面存档备份，存于）